# Peste americana
La peste americana (Histolysis infectiosa perniciosa larvae apium, Pestis americana larvae apium) è una malattia della covata delle api causata dal bacillo Paenibacillus larvae. È una delle malattie più gravi in apicoltura tanto che l'unica pratica di cura considerata sicura è l'incenerimento delle api con tutto il materiale che conteneva la famiglia. Si deve ritenere che la malattia non costituisca pericolo per la salute umana.
In Italia è una delle sette malattie che colpiscono le api soggette all'obbligo di denuncia all'autorità sanitaria locale competente, secondo quanto disposto dalle vigenti normative di polizia veterinaria.

## Eziologia
La peste americana è una malattia batterica causata da Paenibacillus larvae (White, 1906), un bacillo di forma simile a un fagiolo, lungo 2,5-5 micron e largo 0,4-0,8 micron, e munito di flagelli che utilizza come organo di locomozione. Possiede la caratteristica peculiare di produrre endospore estremamente resistenti al calore (si distruggono dopo 30 minuti a 100 °C e dopo 15 minuti a 120 °C), ai disinfettanti chimici, cloro, radiazioni UV (20 minuti), iodati e acqua calda con qualunque additivo.
Le spore, molto resistenti, sono di forma ovoidale, brillanti, si colorano solo nella parte periferica e sopravvivono fino a 40 anni in condizioni normali, anche se la vitalità tende a diminuire nel tempo.
La malattia colpisce la covata allo stato larvale e non causa alcun danno all'ape adulta. La larva si infetta ingerendo le spore di Paenibacillus larvae per mezzo delle api nutrici. Queste ultime infatti, nel liberare l'alveare dalle larve morte, contaminano le loro appendici boccali con le spore contribuendo a distribuirle per tutta la colonia e svolgendo, quindi, un ruolo determinante nella diffusione della malattia.
La germinazione delle spore e la loro trasformazione in bacilli si ha tra le 24 e le 48 ore dal momento in cui sono penetrate nell'intestino delle larve.
I batteri non possono attraversare la parete intestinale fino a che la larva si converte in propupa.
Quando ciò avviene, i batteri si legano all'emolinfa e proliferano moltiplicandosi in modo rapidissimo fino a uccidere l'ospite.
La larva si secca all'interno della cella, generando una sacca dalla quale possono uscire fino a 2,5 miliardi di spore.
Le larve di meno di 24 ore necessitano di sole 6 spore per venire infettate mentre quelle di tre giorni devono ingerire milioni di spore per contrarre la malattia, trascorso tale periodo ne restano difficilmente infette.
Le larve di ape regina sono più soggette all'infezione rispetto a quelle di ape operaia, e queste ultime più di quelle dei fuchi.

## Sintomatologia
Quando la malattia si presenta, le celle degli alveari dove si trova la prole si inumidiscono e diventano più scuri, per poi infossarsi. È a questo punto che le api cominciano a sforacchiare le celle, nel tentativo di eliminare i resti larvali (tentativo che avrà luogo solo a quasi completa essiccazione della larva). Le larve morte acquisiscono un colore castano-bruno, consistenza gommosa ed emanano un odore sgradevolmente acre (putrefazione). Questo odore è caratteristico, e l'apicoltore esperto lo riconosce.
Se si introduce un bastoncino nella cella, vi rimane un residuo marroncino come di fibra viscosa, che si stira fino a 4 cm (prova del "filante"). Queste sono le larve morte da alcuni giorni, e sono spesso uno dei segni inconfutabili della presenza dell'infezione. 
Dopo un po' di tempo la larva si secca, formando una scaglia che aderisce fortemente alla parete della cella.

## Diffusione
La malattia si propaga agli alveari dell'apiario tramite la deriva, il saccheggio o pratiche errate dell'apicoltore, in particolare:
- Alimentazione con miele e polline.  Se il miele o il polline sono contaminati da spore di  Paenibacillus larvae la covata può contrarre l'infezione, per questo è fortemente sconsigliato l'utilizzo di alimenti di origine ignota o dubbia (se il favo da cui hanno origine miele e polline non ha mai ospitato covata, pur trovandosi in un alveare infetto, il rischio è nullo. Molto spesso tali dicerie vengono diffuse dai rivenditori di materiale apistico, specie riguardo alle linee di smielatura, per incentivare l'acquisto individuale anziché lo sviluppo di cooperative).
- Sostituzione dei telaini da una famiglia all'altra. È necessario ispezionare bene i telaini prima di formare nuovi nuclei o riunire due famiglie.
- Profilassi dell'apicoltore. Se l'apicoltore è venuto a contatto con alveari infetti di peste americana è necessario disinfettare accuratamente tutti gli strumenti contaminati: leve, guanti, tuta, affumicatore.

## Diagnosi

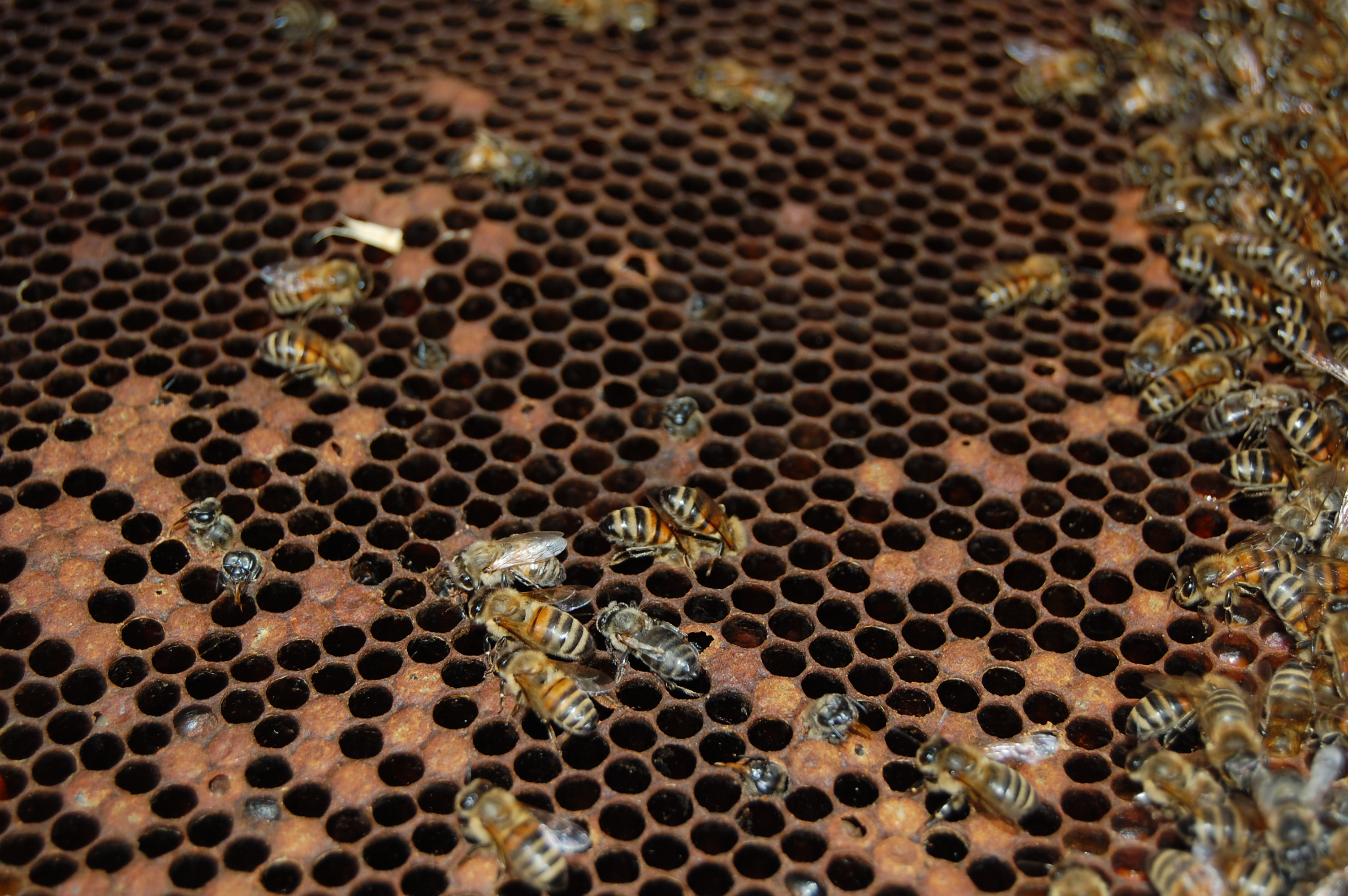
Covata irregolare con opercoli sforacchiati

Metodo rapido o da campo. Detto test di Holst viene effettuato ponendo un residuo di larva sospetta in una fiala in cui si introducono alcune gocce di una soluzione di latte scremato in polvere all'1% (circa 4 ml). Posta ad una temperatura costante di 37 °C il test è positivo se la soluzione chiarifica in 10-20 minuti.
Metodo immunoezimatico: è disponibile un kit commerciale per la diagnosi rapida di peste americana (1-3 minuti) validato dal National Bee Unit of the Food and Environment Research Agency (FERA), York e altri istituti internazionali.
Altri sintomi caratteristici
- Larve morte di colore marrone e consistenza gommosa: inserendo uno stecchino all'interno della cella, se colpite da peste americana, le larve fileranno come chewing-gum.
- Quando le larve morte iniziano a decomporsi emanano un forte odore caratteristico, definito da alcuni come odore di colla da falegname o colla di pesce.
- La covata non è distribuita uniformemente in modo compatto; alcune celle si presentano infossate, con gli opercoli bucati dalle operaie nel tentativo di estrarre le larve morte. Solo dopo la quasi completa essiccazione le api operaie procedono con la pulizia delle celle.

## Trattamento

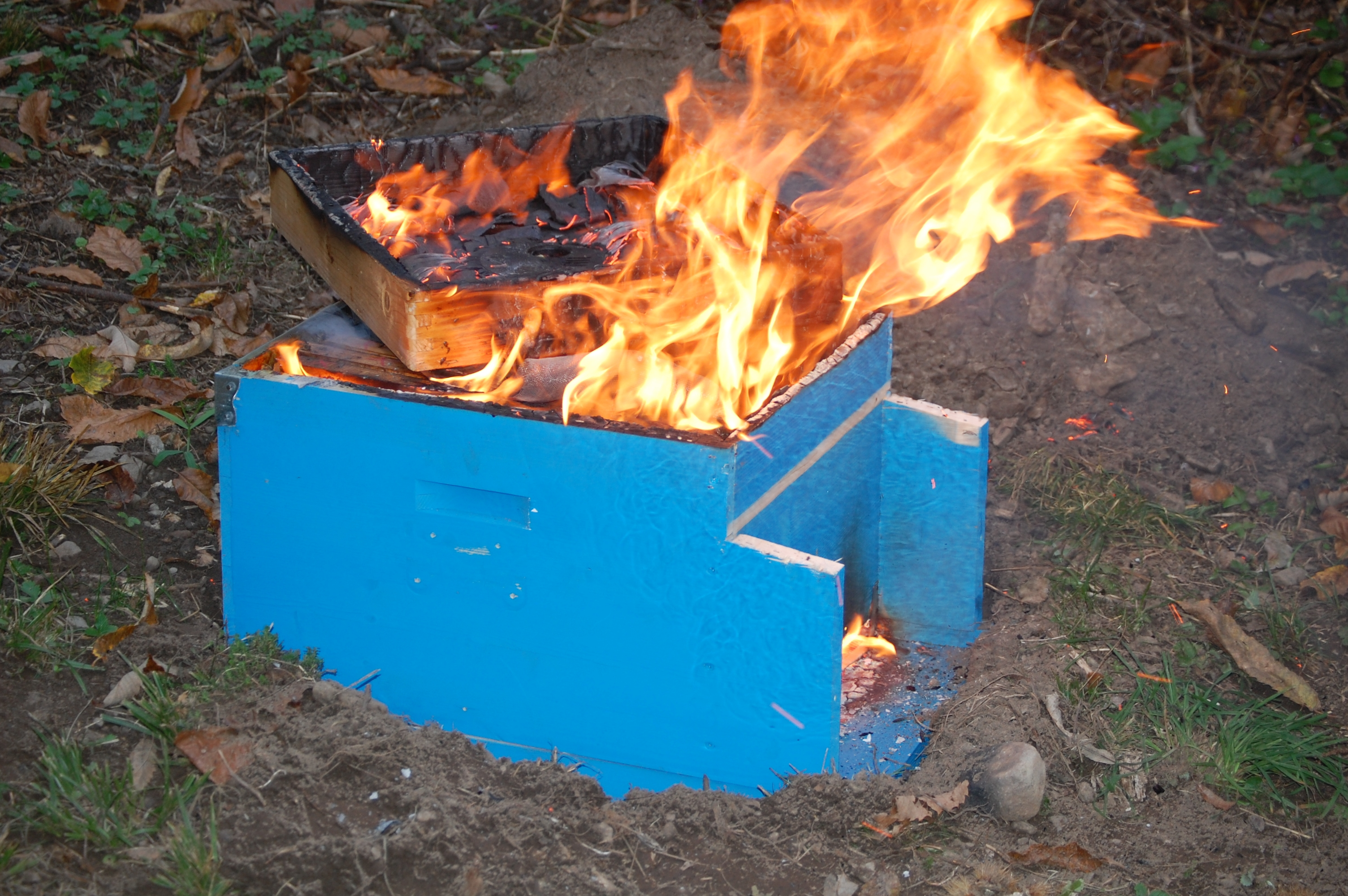
Distruzione di una famiglia affetta da peste americana

L'efficacia del trattamento con chemioterapici è molto variabile: i risultati dipendono dal grado di infezione della famiglia, dall'abilità dell'apicoltore, da numerosi fattori naturali e dalla forza della famiglia. Occorre sottolineare che gli antibiotici hanno effetto sulla sola forma vegetativa di Paenibacillus larvae e non sulle spore, rendendo solo apparente la guarigione.
L'uso scorretto degli antibiotici ha messo in evidenza il grave problema dell'antibiotico-resistenza, che ha reso necessario l'utilizzo di chemioterapici sempre più potenti e specifici. Inoltre tali farmaci eliminano, di fatto, solo i sintomi della malattia tenendola latente. Questo costringe a non interrompere mai la profilassi la cui sospensione permetterebbe la recrudescenza della peste.
Ricordando che l'uso degli antibiotici per la cura delle api è severamente vietato in tutta l'Unione Europea, si segnalano gli antibiotici maggiormente usati nel resto del mondo:
- Ossitetraciclina è efficace contro Paenibacillus larvae: si utilizzano circa 1,20 grammi per 5 litri di sciroppo per colonia infetta. Dosi superiori sono tossiche per le api.
- Sulfatiazolo Può lasciare residui nel miele anche dopo lungo tempo di sospensione.  Si sono riscontrati numerosi ceppi di Paenibacillus larvae resistente al sulfatiazolo in Argentina.
- Tilosina è un antibiotico di uso comune in apicoltura, ha eccellenti risultati in dosi di 1,5 g di principio attivo per colonia, somministrato tramite candito

Unico metodo di lotta naturale conosciuto è la messa a sciame o cura famis. Consiste nel trasferimento di tutte le api in una nuova arnia con abbandono di tutta la covata che andrà invece bruciata (Lo stesso vale per i telaini che hanno in passato ospitato covata anche una volta soltanto). L'arnia potrà essere recuperata previa sterilizzazione. Le api, senza nutrimento artificiale per almeno cinque giorni, saranno costrette a consumare tutte le scorte contaminate immagazzinate nella borsa melaria. Per migliorare le probabilità di successo è possibile togliere la regina (che potrà essere riutilizzata in un'altra famiglia) prima di effettuare la pratica; ciò stimola le api operaie ad allevare una regina con caratteristiche sanitarie migliori rispetto a quella precedente, trovandosi in una situazione avversa. 25-30 giorni dopo, una volta che le api avranno allevato la loro regina naturale, si potrà procedere con la messa a sciame. Considerando però la non eccezionale probabilità di successo, il costo elevato del materiale da sacrificare, il valore dello sciame nudo oltre al rischio di diffusione della malattia in caso di reinfestazione la distruzione col fuoco rimane ancora la pratica da consigliare.

## Profilassi
- Distruzione con fuoco della colonia contaminata.
- Sterilizzazione del materiale contaminato
  - Sterilizzazione con fiamma fino all'annerimento delle pareti.
  - Sterilizzazione per immersione dell'arnia in paraffina bollente a 130 - 160 °C.
  - Sterilizzazione in autoclave a 121 °C e 2 atmosfere di pressione per 30 minuti.
  - Sterilizzazione per immersione dell'arnia in una soluzione di soda caustica bollente al 10 % per 10 minuti. Un'altra soluzione, ma meno efficace, è l'immersione dell'arnia in una soluzione di ipoclorito di sodio (candeggina) all'1% per almeno 15 minuti.
  - Sterilizzazione tramite radiazioni.